# ROH Pure Championship
O ROH Pure Championship é um campeonato de wrestling profissional disputado na promoção americana de wrestling profissional Ring of Honor (ROH). O campeonato é geralmente disputado em lutas de wrestling profissional sobre as regras do Pure Wrestling. O atual campeão é Katsuyori Shibata em seu primeiro reinado.

## Pure wrestling rules
Lutas pelo ROH Pure Championship são conduzidas sob as "Pure Wrestling Rules". as regras são as seguintes:
1. Cada lutador tem três 'rope breaks' para quebrar submissões e pinfalls durante a luta.
2. Após o lutador esgotar suas 'rope breaks' toda submissão e pinfall mesmo que embaixo das cordas são completamente legais.
3. Não são permitidos socos com o punho fechado no rosto.
4. São permitidos tapas ou golpes de mão aberta no rosto.
5. Socos no resto do corpo são permitidos, exceto golpes baixos.
6. O primeiro uso de um punho fechado no rosto recebe uma advertência.
7. O segundo uso de um punho fechado no rosto resulta em desqualificação.
8. O título pode mudar de mãos por desqualificação e contagem.
9. A interferência externa resultará na rescisão automática da escalação do lutador que interferir.
10. Se uma disputa pelo título atingir seu limite de tempo sem que um vencedor seja declarado, o vencedor é decidido por um painel de três juízes.

## História

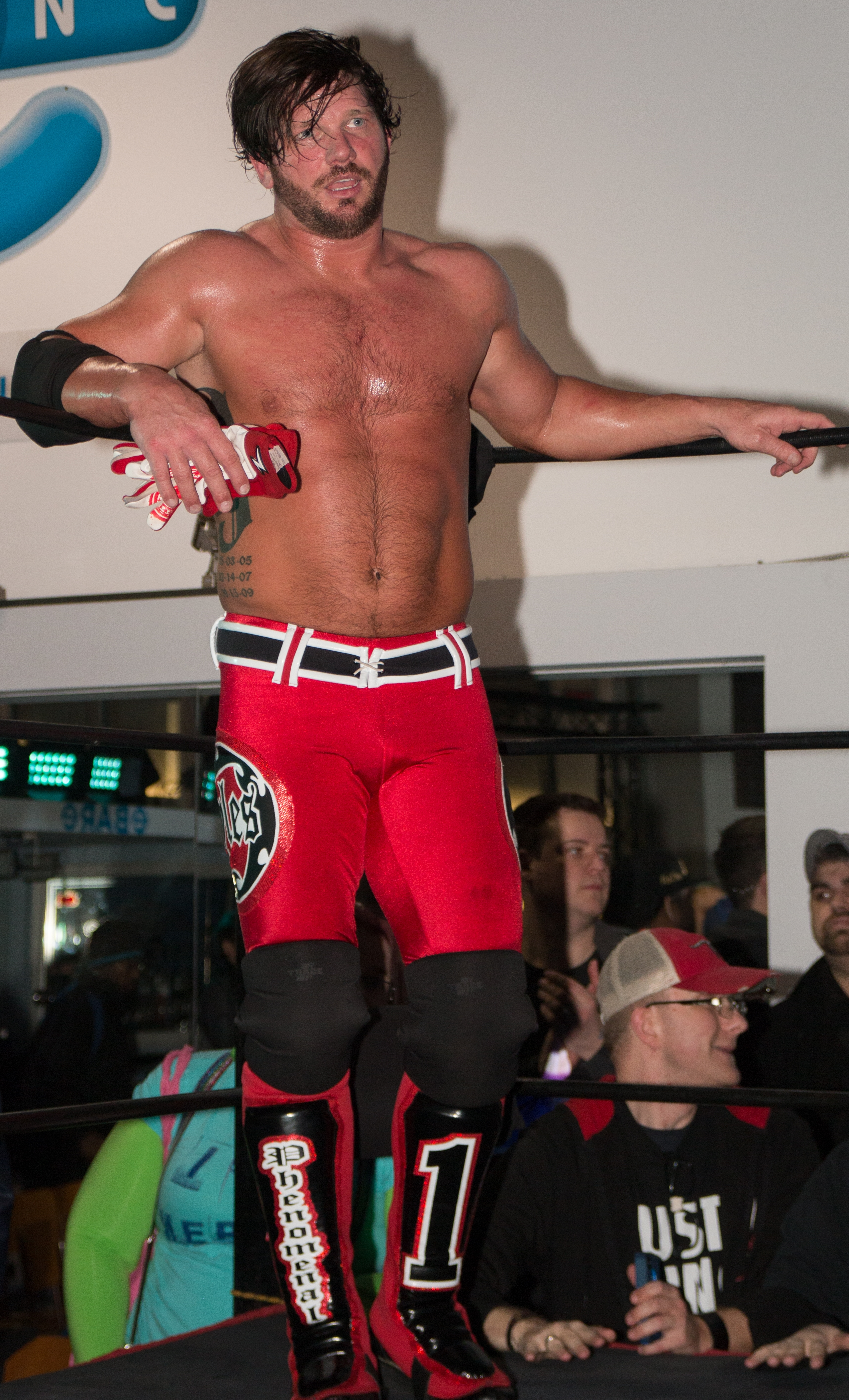
Em 2004, AJ Styles se tornou o campeão inaugural. Seu reinado não foi reconhecido até 2014 devido à controvérsia de Rob Feinstein.

O título foi originalmente chamado de ROH Pure Wrestling Championship e AJ Styles derrotou CM Punk na final de um torneio de oito homens em uma noite para coroar o primeiro campeão. O torneio aconteceu no Second Anniversary Show e também contou com John Walters, Chris Sabin, Doug Williams, Matt Stryker, Josh Daniels e Jimmy Rave.
Styles foi forçado a desocupar o título de Pure Wrestling após a controvérsia de Rob Feinstein que resultou na Total Nonstop Action Wrestling (TNA) encerrando abruptamente seu contrato de compartilhamento de talentos com a ROH (retirando todos os seus lutadores contratados, incluindo Styles, de todos os shows da ROH). No entanto, por quase dez anos, a ROH considerou o Pure Wrestling Championship e o Pure Championship dois títulos distintos - e não como um título que foi meramente renomeado. Não houve menção de Styles no site da ROH como detentor do Pure Championship, e raramente, ou nunca, foi reconhecido em comentários que Styles detinha a versão anterior do título ou que existia até janeiro de 2014, quando a ROH lançou um DVD sobre Styles, descrevendo-o como o primeiro Campeão Puro da ROH. Doug Williams ganharia o título vago depois de derrotar Alex Shelley na final de um minitorneio de uma noite no Reborn: Completion em 17 de julho de 2004.

### Aposentadoria
Em 29 de abril de 2006, no Weekend of Champions: Night Two tee a primeira luta título contra título na Ring of Honor, quando o Campeão Mundial da ROH, Bryan Danielson, enfrentou o Campeão Puro da ROH, Nigel McGuinness. A luta foi disputada sob as regras Pure Wrestling, mas os títulos Mundial e Pure estavam em jogo. McGuinness venceu a luta por contagem, mas como apenas o título Pure poderia mudar de mãos na contagem, ele não venceu o ROH World Championship. Os dois se enfrentaram novamente em 12 de agosto de 2006 em Liverpool, Inglaterra, com Danielson derrotando McGuinness para unificar o ROH Pure Championship com o ROH World Championship. Danielson e McGuinness competiram em uma revanche pelo ROH World Championship no final daquele mês, lutando em um empate de uma hora. Após a luta, Danielson anunciou que o ROH Pure Championship havia sido oficialmente aposentado e devolveu o cinturão para McGuinness mantê-lo.

### Renascimento
Em 30 de janeiro de 2020, quase 14 anos depois de ter sido aposentado, a Ring of Honor anunciou que estava restabelecendo o ROH Pure Championship, com um torneio para coroar um novo campeão começando em 2020. Após a ROH entrar em um hiato de cinco meses devido para a pandemia de COVID-19, um torneio de 16 lutadores foi realizado em agosto de 2020 para coroar o novo campeão, com Jonathan Gresham vencendo o torneio e se tornando o novo campeão.
Em 31 de março de 2023, um novo design do cinturão estreou no Supercard of Honor, tornando-se o segundo design na história do título.

## Reinados
No geral, houve 13 reinados entre 12 campeões diferentes. O título foi desocupado uma vez. AJ Styles foi o campeão inaugural, enquanto Jonathan Gresham foi o primeiro campeão após o renascimento do título. Wheeler Yuta tem mais reinados com dois. Nigel McGuinness teve o reinado mais longo em 350 dias com 17 defesas de título. Bryan Danielson teve o reinado mais curto em menos de um dia desde que o título foi aposentado após ser unificado com o ROH World Championship.
Katsuyori Shibata é o atual campeão em seu primeiro reinado. Ele derrotou Wheeler Yuta no Supercard of Honor em 31 de março de 2023 em Los Angeles, Califórnia.

### Nomes
| Nome                            | Período         |
| ------------------------------- | --------------- |
| ROH Pure Wrestling Championship | 2004            |
| ROH Pure Championship           | 2004 – presente |

| #  | Campeão           | Mudança de campeão      | Mudança de campeão          | Mudança de campeão       | Estatísticas do reinado | Estatísticas do reinado | Estatísticas do reinado | Notas | Ref                     |
| #  | Campeão           | Data                    | Evento                      | Local                    | Reinado                 | Dias                    | Defesas                 | Notas | Ref                     |
| -- | ----------------- | ----------------------- | --------------------------- | ------------------------ | ----------------------- | ----------------------- | ----------------------- | --- | ----------------------- |
| 1  | AJ Styles         | 14 de fevereiro de 2004 | Second Anniversary Show     | Braintree, Massachusetts | 1                       | 70                      | 1                       | Derrotou CM Punk nas finais do torneio ROH Pure Championship para se tornar o campeão inaugural.                                   | [ 5 ] [ 6 ] [ 7 ] [ 8 ] |
| —  | Vago              | 24 de abril de 2004     | —                           | —                        | —                       | —                       | —                       | Vago quando Styles foi retirado de todos os shows da ROH pela Total Nonstop Action Wrestling após a controvérsia de Rob Feinstein. | [ 5 ] [ 6 ]             |
| 2  | Doug Williams     | 17 de julho de 2004     | Reborn: Completion          | Elizabeth, Nova Jersey   | 1                       | 42                      | 3                       | Derrotou Alex Shelley na final de um torneio.                                                                                      | [ 9 ] [ 10 ]            |
| 3  | John Walters      | 28 de agosto de 2004    | Scramble Cage Melee         | Elizabeth, Nova Jersey   | 1                       | 189                     | 6                       | | [ 11 ]                  |
| 4  | Jay letal         | 5 de março de 2005      | Trios Tournament 2005       | Filadélfia, Pensilânia   | 1                       | 63                      | 2                       | | [ 12 ] [ 13 ]           |
| 5  | Samoa Joe         | 7 de maio de 2005       | Manhattan Mayhem I          | Nova Iorque, Nova Iorque | 1                       | 112                     | 6                       | | [ 14 ]                  |
| 6  | Nigel McGuinness  | 27 de agosto de 2005    | Dragon Gate Invasion        | Buffalo, Nova Iorque     | 1                       | 350                     | 17                      | | [ 15 ]                  |
| 7  | Bryan Danielson   | 12 de agosto de 2006    | Unified                     | Liverpool, Inglaterra    | 1                       | <1                      | 0                       | Esta foi uma luta de unificação do título com o ROH World Championship de Danielson em jogo.                                       | [ 16 ]                  |
| —  | Unificado         | 12 de agosto de 2006    | Unified                     | Liverpool, Inglaterra    | —                       | —                       | —                       | O título foi desativado algum tempo depois de unificado com o ROH World Championship                                               |                         |
| 8  | Jonathan Gresham  | 30 de outubro de 2020   | Ring of Honor Wrestling     | Baltimore, Maryland      | 1                       | 317                     | 7                       | | [ 17 ]                  |
| 9  | Josh Woods        | 12 de setembro de 2021  | Death Before Dishonor XVIII | Filadélfia, Pensilânia   | 1                       | 201                     | 5                       | | [ 18 ]                  |
| 10 | Wheeler Yuta      | 1 de abril de 2022      | Supercard of Honor XV       | Garland, Texas           | 1                       | 159                     | 3                       | | [ 19 ]                  |
| 11 | Daniel Garcia     | 7 de setembro de 2022   | Dynamite                    | Buffalo, Nova Iorque     | 1                       | 94                      | 2                       | | [ 20 ]                  |
| 12 | Wheeler Yuta      | 10 de dezembro de 2022  | Final Battle                | Arlington, Texas         | 2                       | 111                     | 4                       | | [ 21 ]                  |
| 13 | Katsuyori Shibata | 31 de março de 2023     | Supercard of Honor          | Los Angeles, Califórnia  | 1                       | 722+                    | 0                       | | [ 22 ]                  |

## Reinados combinados

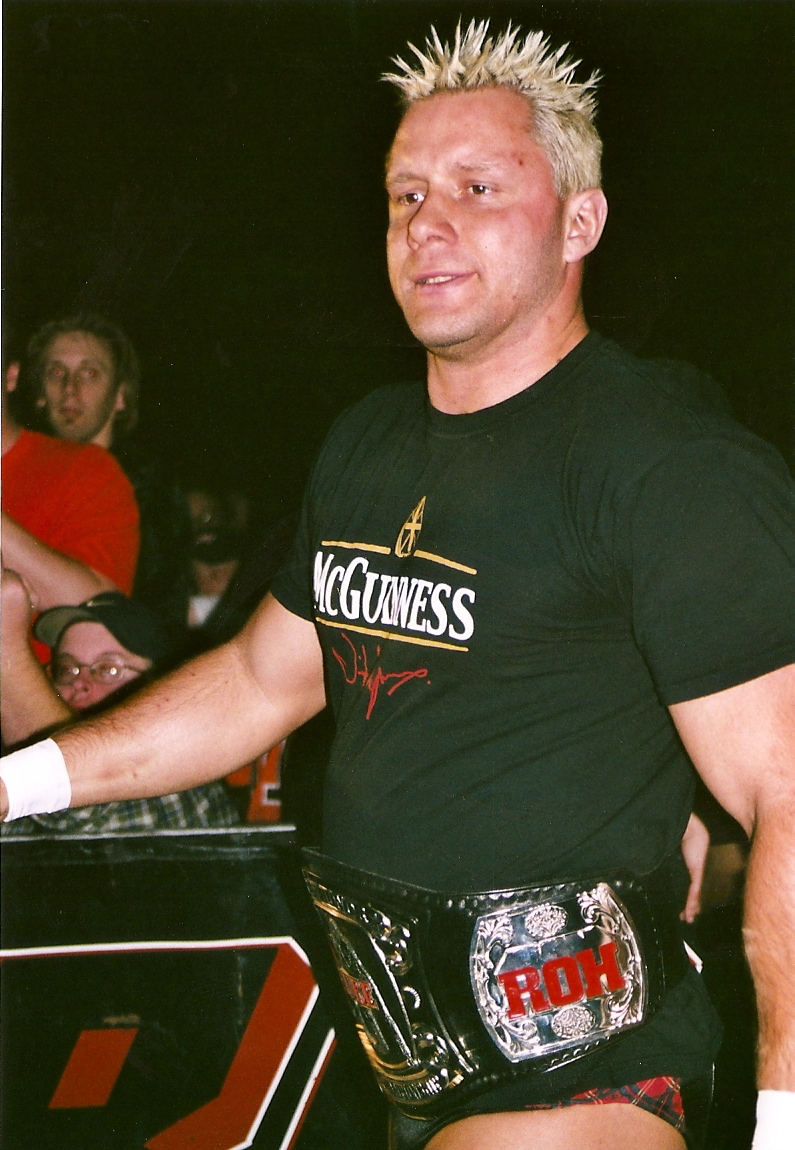
Nigel McGuinness possui o reinado mais longo da história do título com 350 dias.

|  | Indica o atual campeão |

| #  | Lutador           | N. de reinados | Defesas combinadas | Dias combinados |
| -- | ----------------- | -------------- | ------------------ | --------------- |
| 1  | Nigel McGuinness  | 1              | 17                 | 350             |
| 2  | Jonathan Gresham  | 1              | 7                  | 317             |
| 3  | Wheeler Yuta      | 2              | 7                  | 270             |
| 4  | Josh Woods        | 1              | 5                  | 201             |
| 5  | John Walters      | 1              | 6                  | 189             |
| 6  | Samoa Joe         | 1              | 6                  | 112             |
| 7  | Daniel Garcia     | 1              | 2                  | 94              |
| 8  | A.J. Styles       | 1              | 1                  | 70              |
| 9  | Jay Lethal        | 1              | 2                  | 63              |
| 10 | Doug Williams     | 1              | 3                  | 42              |
| 11 | Katsuyori Shibata | 1              | 0                  | 722+            |
| 12 | Bryan Danielson   | 1              | 0                  | <1              |